# Maracon
Maracon (toponimo francese) è un comune svizzero di 449 abitanti del Canton Vaud, nel distretto di Lavaux-Oron.

## Storia
Nel 1872 ha inglobato la località di Le Very, fino ad allora frazione di Ecoteaux, e nel 2003 il comune soppresso di La Rogivue.

## Monumenti e luoghi d'interesse
- Chiesa riformata, eretta nel 1823[1].

## Società

### Evoluzione demografica
L'evoluzione demografica è riportata nella seguente tabella:
Abitanti censiti

## Amministrazione
Ogni famiglia originaria del luogo fa parte del cosiddetto comune patriziale e ha la responsabilità della manutenzione di ogni bene ricadente all'interno dei confini del comune.